# Petäjävesi
Petäjävesi este o comună din Finlanda.
Vechea biserică din Petäjävesi a fost înscrisă în anul 1994 pe lista patrimoniului cultural mondial UNESCO.